# Kaş

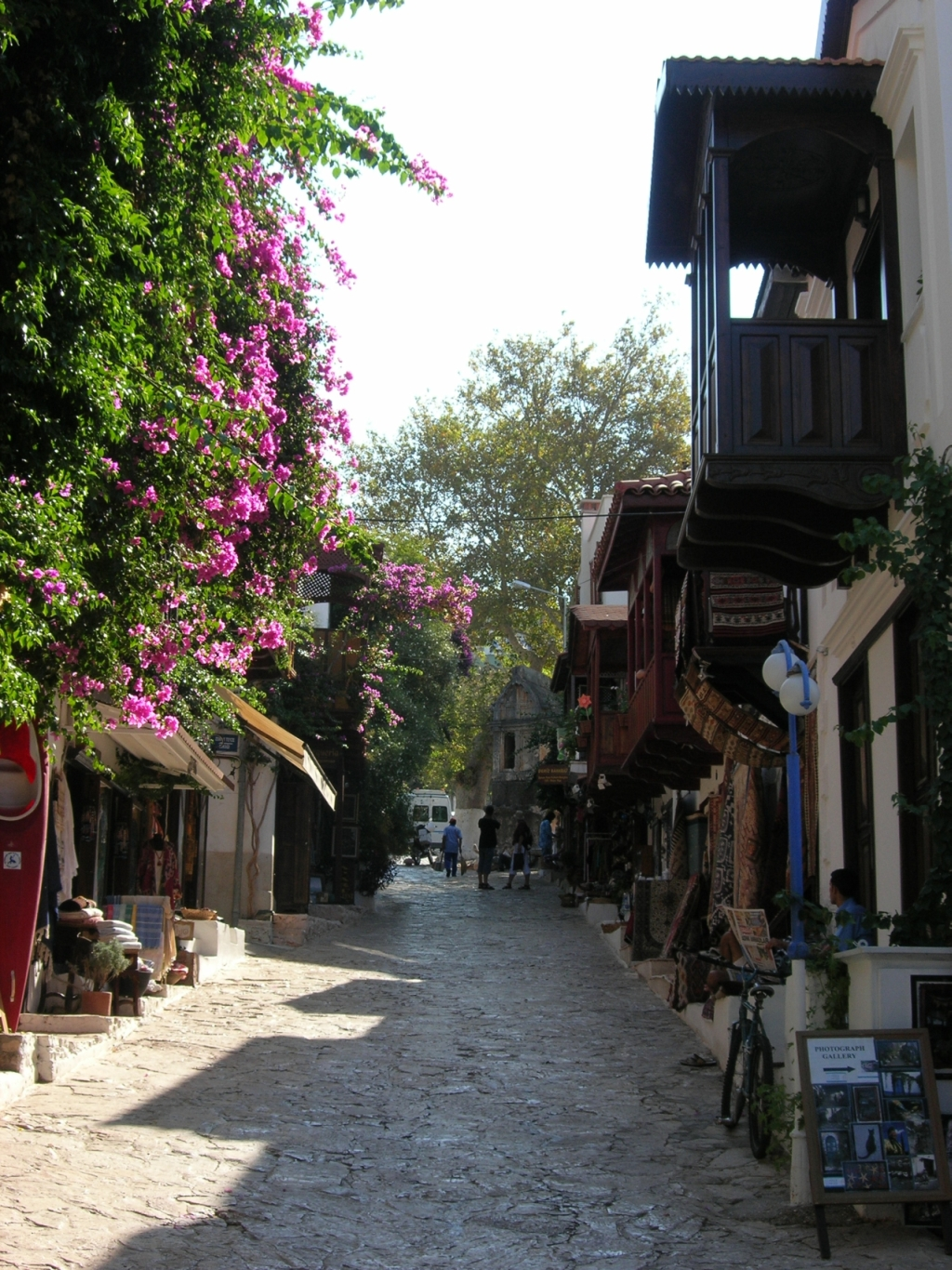
Staré město

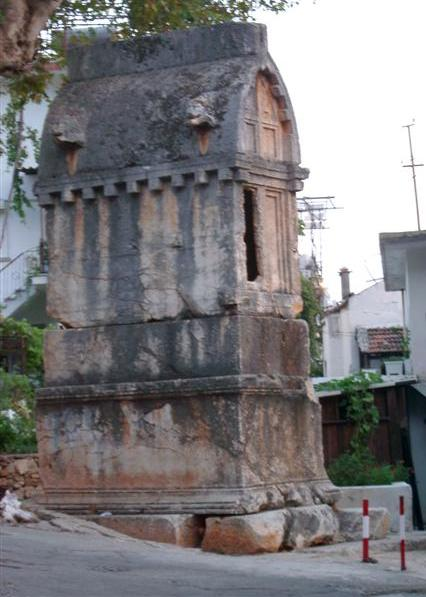
Lýkijský sarkofág v centru města

Kaş (řecky Αντίφιλος - Antifilos, lykijčsky Άβησος - Habesos) je město v Turecku, v regionu Lýkie, 2 km od řeckého ostrova Kastelorizo a 168 km od města Antalya. Žije zde 7 000 obyvatel.

## Dějiny
Město pod jménem Habesos zde založili starověcí Lýkové, kteří se ve 3. stol. před Kr. pomíchali s Řeky a helenizovali se. Z tohoto období pocházejí i známé lýkijské hrobky, které jsou právě ve městě Kaş dobře zachovány. V Byzantské době byl Antifilos sídlem biskupa. Byl dobyt Araby, kteří ho nazývali Andifli, později bylo město dobyto Turky. V roce 1923, během Řecko-turecké výměny obyvatel, se místní Řekové, kteří zde tvořili většinu obyvatelstva vystěhovali do Řecka.

## Dnes
Město je atraktivní turistickou lokalitou. Jsou zde zachovány antické lýkijské hrobky, pláž a promenáda. Kaş má pěkné staré město, stojí zde opuštěné řecké domy. Do města chodí i turisté z nejvýchodnějšího řeckého ostrova Kastelorizo a Kaş je zároveň navštěvovaný místními Řeky z Kasteloriza.